# Calamas
Calamas (en griego, Καλάμαι) es el nombre de un antiguo asentamiento griego de Mesenia. 
Polibio la cita como un lugar que fue tomado por el rey espartano Licurgo mediante una traición en el 217 a. C. Pausanias la ubica en el interior, cerca de Limnas.
Se localiza en las proximidades de la moderna localidad de Eleochori, antes conocida como Gianitsa.